# 중화민국의 선거
이 문서에서는 중화민국(대만)의 선거를 다룬다. 대만에서 전국 총선거와 지방 선거는 보통 1월과 11월에 4년마다 열린다. 보궐선거와 국민투표는 가끔씩 열린다. 선거 제도에는 단순다수제, 비례대표제, 단기 비이양식 투표 제도, 그리고 위의 혼합된 병립형이 있다.
총선거는 총통과 부총통을 공동으로 선출하고, 중화민국 입법원의 113명의 의원을 선출하기 위해 개최된다. 지방 선거는 현의 현장, 직할시, 성할시, 향 및 현할시의 시장, 원주민 구의 최고 행정 책임자 및 촌 이장을 선출하기 위해 개최된다. 입법원 및 지방 선거는 지역 기반으로 이루어지며, 시민들은 그들의 호적 주소에 따라 투표한다.
선거는 중앙 정부 산하의 독립 기관인 중앙선거위원회(CEC)가 감독하며, 그 관할 하에 직할시, 현, 시 선거위원회가 있다. 최저 투표 연령은 20세이다. 유권자는 투표하기 전에 4개월의 거주 요건을 충족해야 한다.
대만은 2023년 V-Dem 민주주의 지수에 따르면 아시아에서 두 번째로 높은 선거 민주주의 국가로 평가되었다. 대만은 2023년 V-Dem 민주주의 선거 민주주의 지수에서 0.831점을 기록했다.

## 역사
대만에서 선거는 일본 식민 정부에 의해 1935년 11월 22일 처음으로 실시되었으며, 도시 및 향 의원 중 절반을 선출했다. 나머지 절반은 현 지사에 의해 임명되었다. 연간 5엔 이상의 세금을 납부한 25세 이상의 남성만이 투표할 수 있었으며, 이는 당시 인구 4백만 명 중 2만 8천 명에 불과했다. 선거는 1939년에 다시 열렸지만, 1943년 선거는 제2차 세계 대전으로 인해 취소되었다. 일본의 항복과 대만에 대한 통제권이 중화민국으로 이양된 후, 지방 차원의 선거뿐만 아니라 1947년 중화민국 국민대회 선거 및 1948년 중화민국 입법위원 선거에 대한 대표자 선출 선거가 실시되었다. 대만의 할양은 1952년 중일화평조약에 의해 공식화되었다.
중국국민당이 이끄는 중화민국 정부는 중국공산당과의 국공 내전에서 패배한 후 1949년 타이완섬으로 철수했다. 당시에는 동원감란시기 임시조관이 시행되어 대만인들의 투표권을 포함한 시민적 및 정치적 권리를 크게 제한했다. 난징에서 열린 1948년 중화민국 총통 선거부터 1990년 대만 총통 선거까지 8번의 선거에서 중화민국 총통은 1947년에 처음 선출되어 계엄령이 해제될 때까지 전면적으로 재선되지 않은 국민대회에 의해 간접적으로 선출되었다. 마찬가지로 중화민국 입법원도 계엄령이 해제될 때까지 1948년 이후 전체적으로 재선되지 않았다. 성 주지사와 직할시 시장은 중앙 정부에 의해 임명되었다. 직접 선거는 현 수준의 지방 정부와 성 수준의 의원에 대해서만 실시되었다. 또한 1949년부터 1987년까지의 타이완성 계엄령은 대부분의 야당 형태를 금지했으며, 중화민국은 법적으로는 의회공화제를 유지했지만, 사실상 중국국민당의 일당 국가로 통치되었다.
1990년대부터 대만에서는 일련의 민주화 개혁이 시행되었다. 1987년 계엄령 해제 이후, 중화민국은 중국국민당과 민주진보당이라는 두 개의 주요 정당을 갖게 되었다. 그 이후로, 소수 정당들은 두 주요 정당에서 분리되어, 주로 범람연맹과 범록연맹 내에서 새로운 그룹으로 형성되었다. 헌법 증수조문이 채택되어 대만인(공식적으로 중화민국 자유지구 주민)에게 완전한 시민적, 정치적 권리가 부여되었다. 증수조문에 따라 중화민국 총통은 국민 직접 선거로 선출되며, 국회 의석 전체가 재선된다. 개혁 이후, 대만의 첫 의회 선거는 1991년 국민대회에 대해, 1992년 중화민국 입법원에 대해 개최되었다. 성 주지사와 직할시 시장의 첫 선거는 1994년에 열렸다. 1996년까지 중화민국 총통은 국민대회에 의해 선출되었다. 1996년, 중화민국 선거법이 개정되어 단순다수제를 통해 총통의 직접 선거가 허용되었고, 대만은 1996년에 총통과 부총통의 첫 직접 선거를 치렀다.
성 정부는 1998년에 중앙 정부의 하위 기관으로 재편되었고, 주지사 및 성 의원 선거는 폐지되었다. 국민대회는 2000년부터 정기적으로 소집되지 않았고 2005년에 폐지되었다. 중화민국 입법원 의원 수는 2008년부터 113명으로 줄어들었다.
대만은 2008년 입법원 선거 제도를 단기 비이양식 투표 제도에서 병립형 투표로 선거 개혁했다.
최근 몇 년 동안 선거 제도는 다양한 선거를 두 가지 범주로 더욱 통합하여, 각 선거 범주는 같은 날에 개최된다.
- 전국 선거에서는 총통과 부총통, 그리고 113명의 입법원 의원을 선출한다.
- 지방 선거에서는 자치 단체에서 봉사하는 11,130명의 지방 공무원을 선출한다.

2004년 이후 대만의 국민투표는 20번 있었다.

## 현재 선거 유형

### 총통 선거
총통 선거는 총통과 부총통을 단순다수제로 공동 선출하기 위해 개최된다.

### 입법원 선거
입법원 선거는 병립형 투표를 통해 중화민국 입법원의 113명의 의원을 선출하기 위해 개최된다.
- 단일 선거구에서 단순다수제로 73명
- 대만 원주민 신분자에 한하여 다중 선거구에서 단기 비이양식 투표 제도로 6명
- 정당 명부식 비례대표제 투표로 34명

### 지방 선거
다음 9가지 유형의 지방 선거가 개최된다.
- 직할시 시장
- 현의 현장 및 성할시 시장
- 직할시 의원
- 현 및 시 의원
- 향 및 현할시 시장
- 향/시 의회 대표
- 산지 원주민 구의 최고 행정 책임자
- 산지 원주민 구 의회 대표
- 촌 이장

지방 선거는 최근 몇 년간 선거일이 통합되어 "9가지 동시 선거"로도 알려져 있다. 현 또는 원주민 구 주민은 5가지 유형의 투표에 참여할 수 있으며, 시 또는 직할시의 비원주민 구 주민은 3가지 유형의 투표에 참여할 수 있다. 현장, 시장, 최고 행정 책임자, 촌 이장은 단순다수제로 선출된다. 의원 및 의회 대표는 다중 선거구에서 단기 비이양식 투표 제도로 선출된다.

## 자격 요건
대만에서 투표하려면 선거일 전날 20세 이상인 중화민국의 호적 등록 국민이어야 한다.
총통 선거의 경우, 유권자는 대만 지역에 6개월 이상 연속 거주한 적이 있어야 한다. 선거 당시 해당 지역에 거주하는 주민은 자동으로 등록되며, 해외 거주자는 신청해야 한다.
입법원 및 지방 선거의 경우, 유권자는 선거 당시 해당 선거구에 4개월 이상 연속 거주하고 있어야 한다. 입법원 선거의 경우, 원주민 및 정당 명부 투표의 선거구는 전국 단위이다. 세 가지 유형의 투표 자격은 별도로 평가된다.

## 향후 전국 선거 및 국민투표
과거 선거는 관련 문서를 참조하라.
- 2025년 국민투표 (제안이 승인될 경우)
- 2026년 지방 선거
- 2028년 총통 및 입법원 선거

## 같이 보기
- 대만의 국민투표
- 중화민국 중앙선거위원회
- 대만의 정당 목록
- 대만의 행정 구역
- 중화민국의 정치
- 대만의 역사
- 중화민국의 역사
- 선거일정
- 선거 제도